# Yu Tamura

a Compétitions nationales et continentales officielles uniquement.

b Matchs officiels uniquement.
Dernière mise à jour le 8 juillet 2022.
Yu Tamura (田村 優, Tamura Yū), né le 9 janvier 1989 à Okazaki (Japon), est un joueur de rugby à XV international japonais évoluant aux postes de demi d'ouverture ou de centre. Il évolue avec le club des Yokohama Canon Eagles en League One depuis 2017. Il mesure 1,81 m pour 92 kg.

## Carrière

### En club
Yu Tamura a commencé par évoluer en championnat japonais universitaire avec son club de Meiji University entre 2007 et 2011.
Il a ensuite fait ses débuts professionnels en 2011 avec le club des NEC Green Rockets situé à Abiko et qui évolue en Top League. Avec ce club, il joue 76 matchs et inscrit 445 points.
Il rejoint en 2016 la nouvelle franchise japonaise de Super Rugby : les Sunwolves. Il joue quatre saisons avec cette équipe.
En 2017, il change de club et rejoint les Canon Eagles, toujours en Top League. Il en devient le capitaine à partir de 2020.

### En équipe nationale
Yu Tamura obtient sa première cape internationale avec l'équipe du Japon le 28 avril 2012 à l'occasion d'un match contre l'équipe du Kazakhstan à Almaty,.
Il fait partie du groupe japonais choisi par Eddie Jones pour participer à la Coupe du monde 2015 en Angleterre,. Il dispute deux matchs lors du tournoi, contre l'Afrique du Sud et l'Écosse. Il participe ainsi, comme remplaçant, à la victoire historique de son équipe face aux sud-africains à Brighton.
Quatre ans plus tard, il est également sélectionné pour la Coupe du monde 2019 au Japon. Considéré comme le titulaire au poste de demi d'ouverture, il dispute les cinq rencontres de son équipe, dont le quart de finale contre l'équipe d'Afrique du Sud,.

## Palmarès

### En club
Néant

### En équipe nationale
- 68 sélections depuis 2012.
- 292 points (5 essais, 60 transformations, 49 pénalités).
- Participations à la Coupe du monde en 2015 (2 matchs) et 2019 (5 matchs).
- Vainqueur du championnat d'Asie en 2012, 2013, 2014 et 2015.